# Сирија на Светском првенству у атлетици на отвореном 2022.
Сирија је учествовала на 18. Светском првенству у атлетици на отвореном 2022. одржаном у Јуџину  од 15. до 25. јула седамнаести пут. Репрезентацију Сирије представљао је 1 атлетичар који се такмичио у скоку увис. ,
На овом првенству такмичар Сирије није освојио ниједну медаљу нити је остварио неки резултат јер није ни стартовао.

## Учесници
Мушкарци:
- Маџид Алдин Газал — Скок увис

## Резултати

### Мушкарци
| Атлетичар         | Дисциплина | Лични рекорд | Квалификације  | Квалификације  | Финале               | Финале               | Детаљи |
| Атлетичар         | Дисциплина | Лични рекорд | Резултат       | Место          | Резултат             | Место                | Детаљи |
| ----------------- | ---------- | ------------ | -------------- | -------------- | -------------------- | -------------------- | ------ |
| Маџид Алдин Газал | скок увис  | 2,36 НР      | Није стартовао | Није стартовао | Није се квалификовао | Није се квалификовао |        |